# Androsterona
L'Androsterona (ADT) és una hormona esteroide amb feble activitat androgènica. El seu nom deriva del grec: Andros que significa persona del sexe masculí.
Es fabrica al fetge del metabolisme de la testosterona. El seu isòmer-beta és l'epiandrosterona.

## Història
Va ser aïllada el 1931, per part d'Adolf Friedrich Johann Butenandt i Kurt Tscherning. Ells van destil·lar uns 17.000 litres d'orina masculina d'on obtingueren 50 mil·ligrams d'androsterona cristal·litzada suficient per trobar que la seva fórmula química és molt similar al de l'estrona.

## Efectes
Sovint s'avisa que l'Androsterona afecta el comportament humà, però hi ha poques dades que substanciïn el seu ús com a feromona.